# Belmonte Calabro
Belmonte Calabro är en ort och kommun i provinsen Cosenza i regionen Kalabrien i Italien. Kommunen hade 1 966 invånare (2017).